# Reckumer Steine
De Reckumer Steine zijn twee hunebedden uit het neolithicum, ze zijn van het type Emsländische Kammer. De hunebedden zijn aangeduid met Sprockhoff-Nr. 811 en 812. Ze werden gebouwd tussen 3500 en 2800 v.Chr. en worden toegeschreven aan de Trechterbekercultuur.
De hunebedden liggen in Reckum, gemeente Winkelsett in Landkreis Oldenburg, Nedersaksen.

## Sprockhoff-Nr. 811
Sprockhoff-Nr. 811 ligt in een bosje op een akker ten oosten van de Katenbäker Straße, ca. 100 meter ten noorden van de kruising waar de straat van Reckum afsplitst. Bij de 14 meter lange kamer zijn nog zeven van de oorspronkelijk negen dekstenen aanwezig. Bijna alle (19) draagstenen zijn behouden gebleven, twee zijn gespleten. Ook zijn de overblijfselen van de toegang behouden gebleven. Twee dekstenen en zes draagstenen aan de westzijde zijn verschoven. 

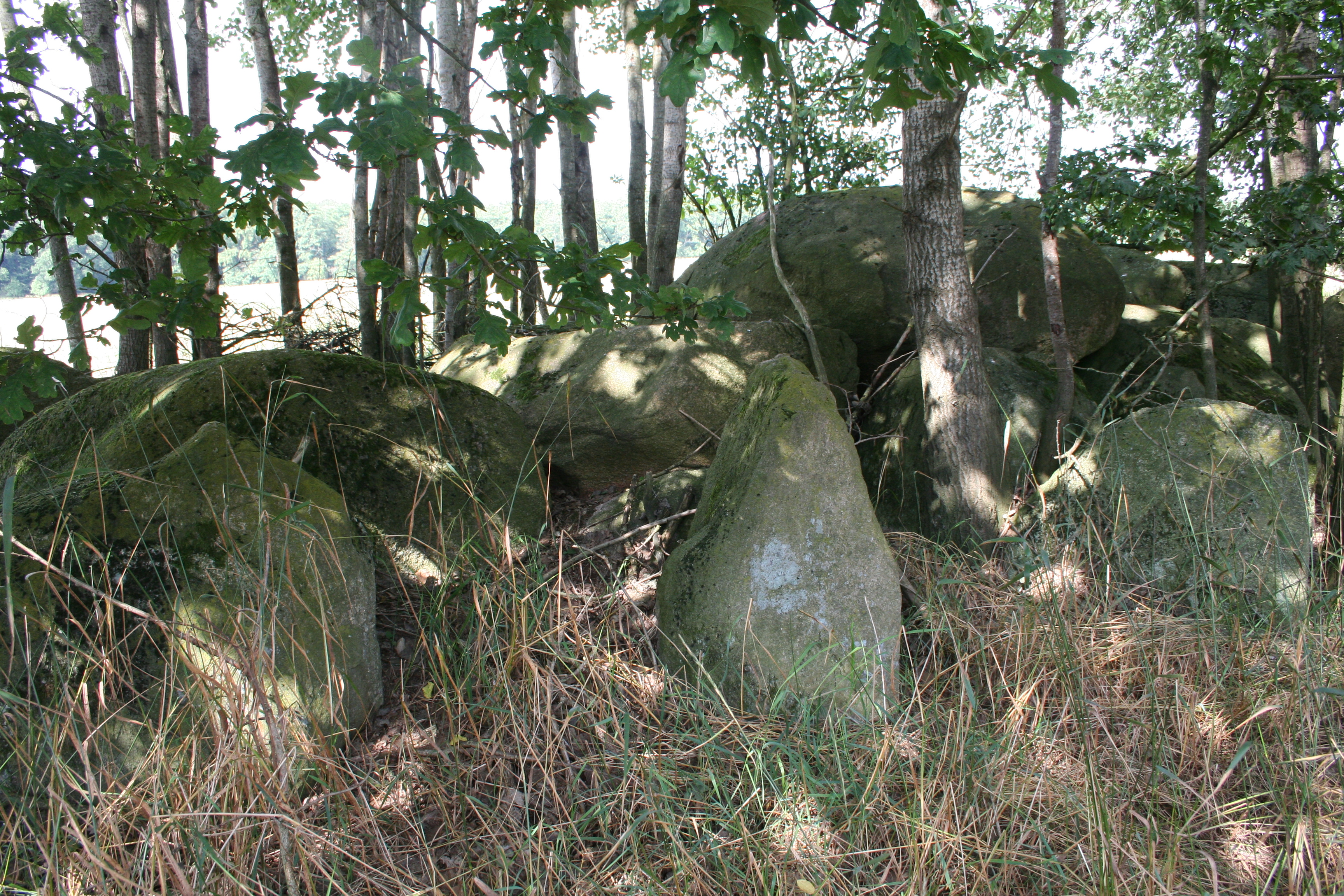
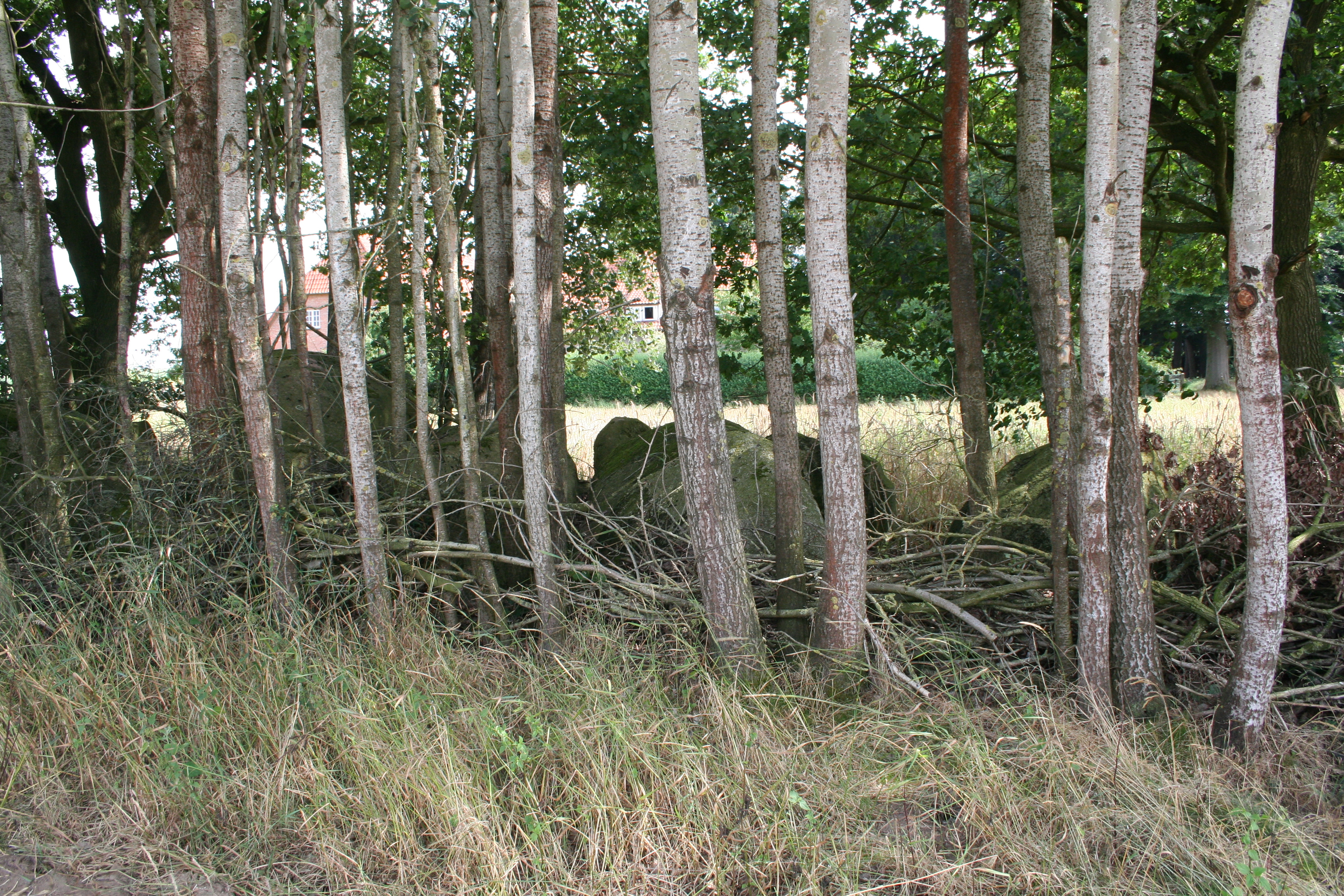

## Sprockhoff-Nr. 812
Sprockhoff-Nr. 812 (ook wel Opferaltar genoemd) ligt onder enkele bomen ten westen van de Katenbäker Straße, direct aan de kruizing waar de straat naar Reckum afsplitst. De aan de zuidzijde verstoorde kamer is 19 meter lang. Er zijn nog 11 dekstenen en nog 28 draagstenen aanwezig. 
In 1920 werd het bouwwerk onderzocht en werd een omheining van 26 × 4 meter van kleine stenen aangetroffen. In 1929 was hiervan niks meer terug te vinden.

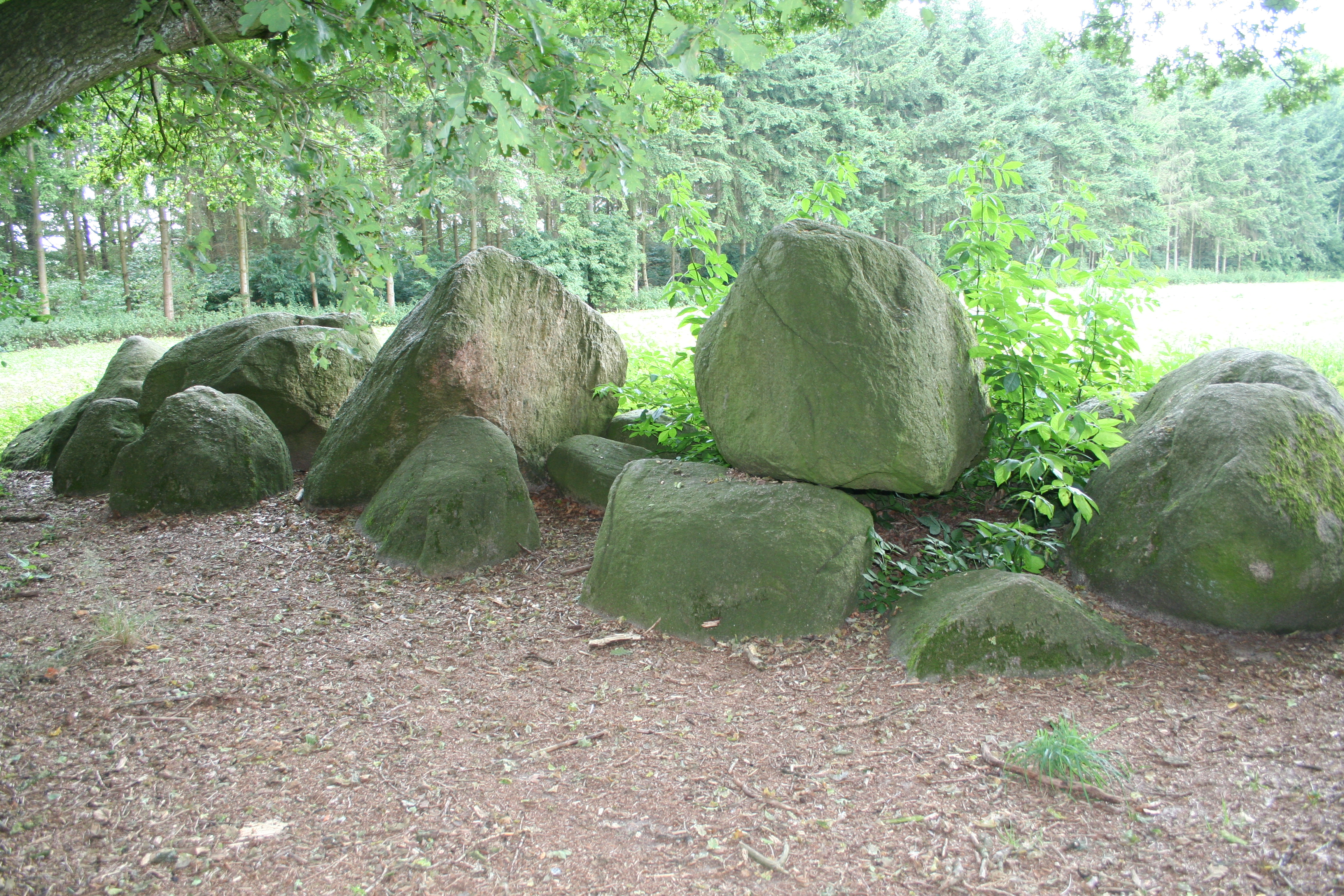
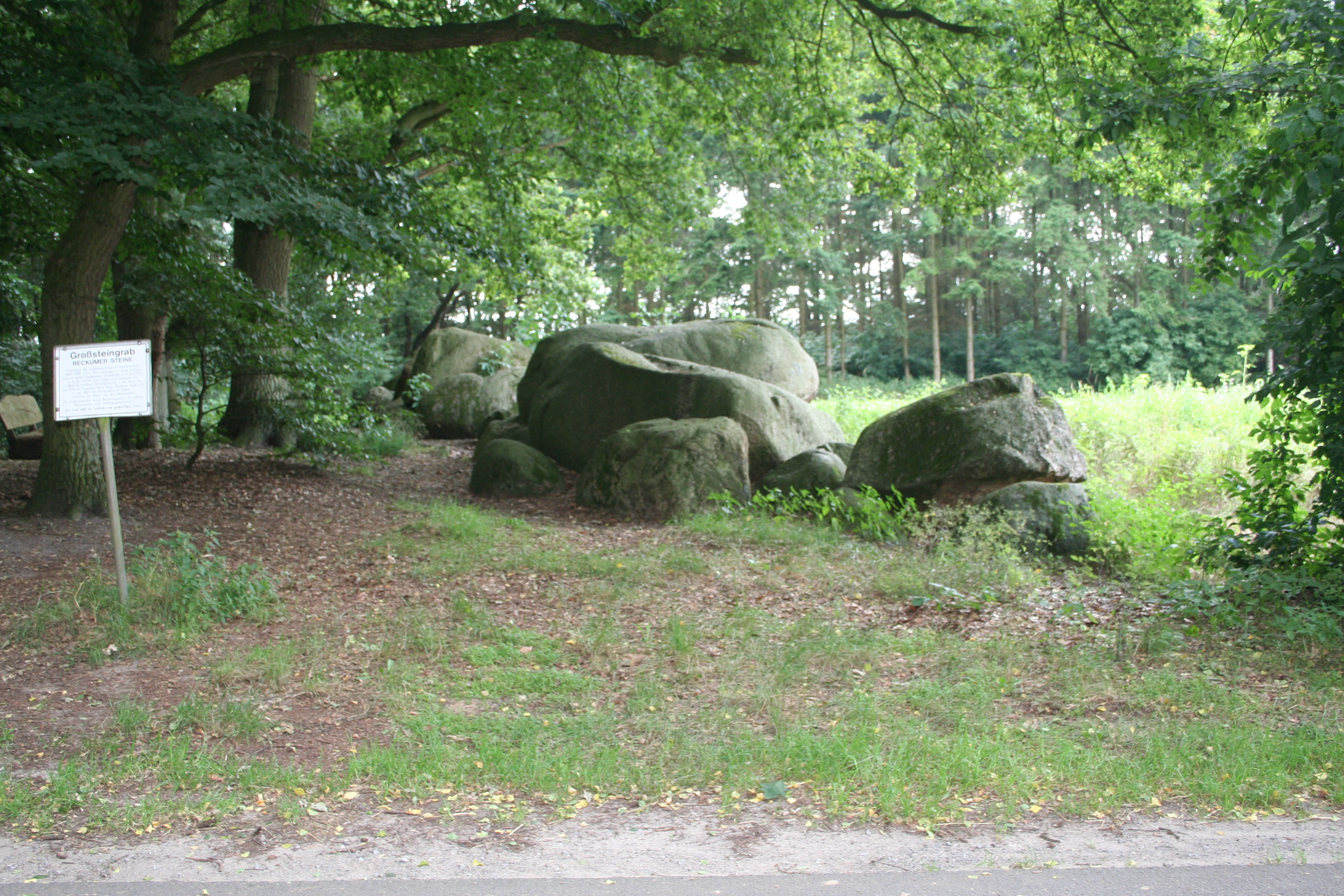

## Weblinks
- 10. Großsteingräber bei Kleinenkneten und Reckum. Darin: 37. + 38. Reckumer Steine 1-2 (811-812)
- Großsteingräber „Reckumer Steine“ nahe Reckum, Samtgemeinde Harpstedt